# Laufpass

Laufpass des Landgrafen von Hessen-Darmstadt aus dem Jahr 1792

Einen Laufpass, auch Laufzettel, erhielten Soldaten im 18. Jahrhundert, wenn sie aus dem Militär entlassen wurden. Der Laufpass diente als Nachweis, dass der Inhaber kein Deserteur war.
Laufpässe, auch Heimatpässe genannt, erhielten im 18. und 19. Jahrhundert ebenso Kriegsgefangene, die nach ihrer Entwaffnung gegen das Versprechen, in diesem Feldzug nicht länger kämpfen zu wollen, auf einer bestimmten Reiseroute in ihre Heimatorte begeben durften, um dort die weitere Entwicklung abzuwarten. Mit solchen Pässen stattete z. B. der preußische General Moritz von Hirschfeld Angehörige der badischen Revolutionsarmee aus, die sich nach einem Aufruf des Großherzogs den preußischen Truppen bei der Besetzung von Freiburg im Breisgau freiwillig ergeben hatten.
Laufpässe erhielten auch Deserteure oder Versprengte der Gegenseite, die sich z. B. nach der Völkerschlacht bei Leipzig bei preußischen Streifkorps als Gefangene meldeten. Ihre Waffen wurden zerstört und die im Laufpass vorgeschriebene Route endete immer in den nächsten Standorten der verbündeten Armeen, an denen sie sich melden mussten, um in Kriegsgefangenschaft zu gehen.
Die Redensart „jemandem den Laufpass geben“ stammt aus dieser Zeit und meint „jemanden entlassen“ oder „jemanden wegschicken“; oft wird die Redensart auch für das Beenden von Beziehungen verwendet („Susi hat Thomas den Laufpass gegeben“) oder für die Kündigung von Arbeitsverhältnissen („Verein XY gab Trainer Z den Laufpass“).

## Quelle
- Lutz Röhrich: Lexikon der sprichwörtlichen Redensarten. 5 Bände. Herder, Freiburg im Breisgau u. a. 1994, ISBN 3-451-04400-5, (Herder Spektrum 4400), Bd. 3: Homer – Nutzen, S. 935.